# خوشنگتسا
خوشنگتسا (به لهستانی:  Chośnica) یک روستا در لهستان است که در گمینا پارخووو واقع شده‌است. خوشنگتسا ۲٫۳۲ کیلومتر مربع مساحت و ۱۱۸ نفر جمعیت دارد.